# لاله شنل‌قرمزی
لالهٔ شنل‌قرمزی (نام علمی: Tulipa greigii) (به انگلیسی: Red Riding Hood) نام یکی از گونه‌های سردهٔ لاله است. منشأ اصلی این گیاه آسیای مرکزی است. بین ۲۵–۱۵ سانتیمتر ارتفاع دارد. برگ آن دارای نوارهایی به رنگ بنفش است. از انواع زود گل‌دهندهٔ بهار است. رنگ گلبرگ آن به رنگ‌های قرمز اسکارلت، زرد و رنگارنگ است. میانهٔ گل به رنگ زرد و سیاه است. این گونه در گروه ۱۴ گروه‌های گل لاله قرار دارد.

## نام برخی از واریته‌ها
- Cape Cod (زرد و قرمز)
- Chopin (کرم)
- Dreamboat (صورتی و زرد)
- Für Elise (کرم)
- Oratorio (صورتی سرخابی)
- Pinocchio (قرمز و سفید)
- Red Riding Hood شنل‌قرمزی (جوره) (قرمز با پایه‌های سیاه)
- Sweet Lady (گل بهی با پایه سبز برنزی)
- Tsar Peter/Czar Peter (قرمز و سفید)
- Turkish Delight (راحت‌الحلقوم) (فیلی رنگ با قرمز مایل به قهوه‌ای تیره)[۲]